# Gorinja
Gorinja es un pueblo de la municipalidad de Bosanska Krupa, en el cantón de Una-Sana, Bosnia y Herzegovina.

## Superficie
Posee una superficie de 18,01 kilómetros cuadrados.

## Demografía
Hasta 2013 la población era de 36 habitantes, con una densidad de población de 2,0 habitantes por kilómetro cuadrado.